# Roman Tuchowski
Roman Tuchowski (ur. 9 sierpnia 1896 w Starzycach, zm. 1979) – polski przędzalnik i polityk, poseł na Sejm PRL II kadencji.

## Życiorys
W 1915 jako ochotnik wstąpił do formowanej w Piotrkowie III Brygady Legionów Polskich. Wziął udział w pierwszej bitwie III Brygady pod Jastkowem, gdzie został ranny. Po wyleczeniu ponownie trafił do 6.pp III Brygady i walczył nad Styrem, gdzie został awansowany na kaprala. W 1917 rozpoczął konspiracyjną działalność w tomaszowskiej Polskiej Organizacji Wojskowej. Został mianowany zastępcą dowódcy brzezińskiego obwodu POW i jednocześnie objął funkcję dowódcy kompanii POW w Tomaszowie. Pod jego dowództwem tomaszowska kompania POW 12 listopada 1918 rozbroiła niemiecki batalion w koszarach przy ul. Policznej i w wagonach na stacji kolejowej. Podczas wojny polsko-bolszewickiej walczył najpierw w 8, a następnie w 7 pułku ułanów. Z wojska został zdemobilizowany w stopniu sierżanta w 1921. Po powrocie do Tomaszowa, był zatrudniony w Fabryce Sztucznego Jedwabiu.

## Działalność polityczna
W 1924 związał się z Komunistyczną Partią Polski. Następnie założył w Tomaszowie legalnie działającą Niezależną Partię Chłopską. Po jej zdelegalizowaniu w 1927 współtworzył w Tomaszowie Polską Partię Socjalistyczną – Lewica, zostając jej przewodniczącym.
W 1945, po wyzwoleniu Tomaszowa, wrócił do rodzinnego miasta. Objął funkcję sekretarza Komitetu Miejskiego PPR i przewodniczącego Tymczasowego Zarządu Miejskiego. W 1953 został wydalony z partii za „odchylenia prawicowe”.
Zrehabilitowany w 1956, został I sekretarzem Komitetu Miejskiego PZPR. W wyborach parlamentarnych w 1957 roku został wybrany na posła z okręgu 53 – Tomaszów Mazowiecki. Zasiadał w komisji Przemysłu Lekkiego, Rzemiosła i Spółdzielczości Pracy, a także w Komisji Nadzwyczajnej do opracowania projektu ustawy o Najwyższej Izbie Kontroli. W Sejmie PRL II kadencji reprezentował Klub Poselski PZPR.

## Odznaczenia
- Krzyż Walecznych dwukrotnie (1922)[1]
- Krzyż Niepodległości
- Order Sztandaru Pracy I klasy
- Order Sztandaru Pracy II klasy

## Wyniki wyborcze
| Wybory | Komitet wyborczy | Komitet wyborczy      | Organ                | Okręg | Wynik            |
| ------ | ---------------- | --------------------- | -------------------- | ----- | ---------------- |
| 1957   |                  | Front Jedności Narodu | Sejm PRL II kadencji | nr 53 | 148 046 (85,64%) |